# 5710 Silentium
5710 Silentium eller 1977 UP är en asteroid i huvudbältet som upptäcktes den 18 oktober 1977 av den Schweiziska astronomen Paul Wild vid Observatorium Zimmerwald. Den har fått sitt namn efter det latinska ordet för Tystnad.